# Hispomorpha horrida
Hispomorpha horrida là một loài bọ cánh cứng trong họ Cerambycidae.